# Delinești, Caraș-Severin
Delinești este un sat în comuna Păltiniș din județul Caraș-Severin, Banat, România.

## Legături externe

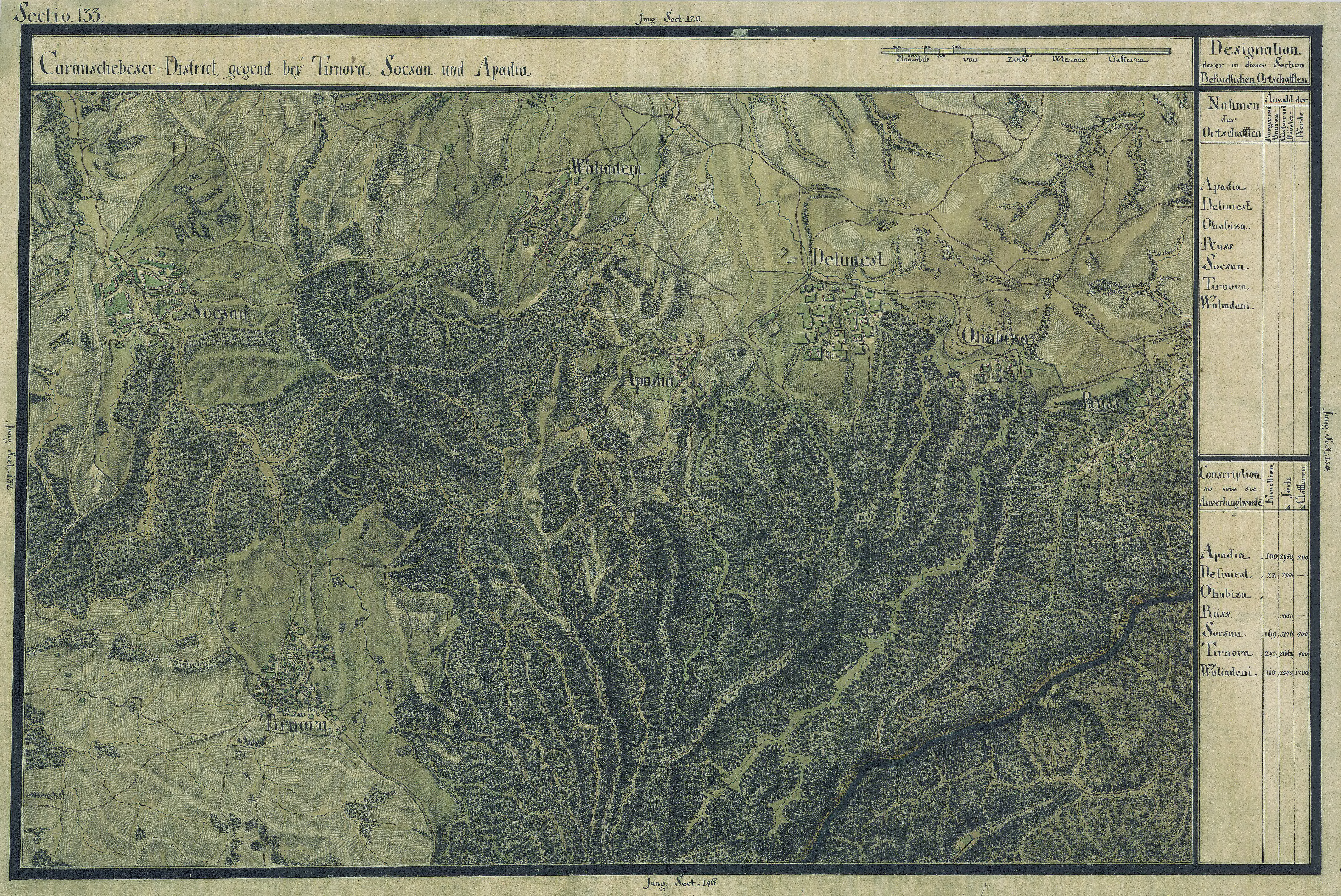
Delinești în Harta Iosefină a Banatului, 1769-72

## Atracții turistice
Conacul Brody